# Adam Forshaw
Adam John Forshaw (Liverpool, Inglaterra, Reino Unido, 8 de octubre de 1991) es un futbolista inglés. Juega de centrocampista y su equipo es el Blackburn Rovers F. C. de la EFL Championship de Inglaterra.

## Trayectoria

### Everton
Forshaw se unió a la academia del Everton a la edad de siete años. Debutó profesionalmente con el club de Liverpool el 17 de diciembre de 2009 por la fase clasificatoria de la Liga Europea de la UEFA contra el BATE Borisov. Renovó su contrato con el Everton en junio de 2011 por un año.
Dejó el club en mayo de 2012, luego de que su contrato con el Everton terminara.

### Brentford
Se fue a préstamo al Brentford de la League One el 24 de febrero de 2012, jugó siete encuentros con el club hasta su regreso al Everton el 24 de marzo.
Fichó permanentemente con el club en mayo de 2012 por dos años. Esa temporada Brentford jugó la final de playoffs por el ascenso contra el Yeovil Town en el estadio de Wembley, Forshaw jugó todo el encuentro, pero su equipo perdió por 2-1.
Renovó su contrato con el club el 27 de junio de 2013 por tres años, y anotó su primer gol para el Brentford el 10 de agosto en la victoria 3-1 al Sheffield United.
Forshaw dejó las abejas el 1 de septiembre de 2015, jugó 100 encuentros y anotó 11 goles en sus dos temporadas con el club.

### Wigan Athletic
Se unió al Wigan Athletic de la Championship el 1 de septiembre de 2014, firmando un contrato por cuatro años, el precio del fichaje no fue revelado, aunque se estima que fue de 2,5 millones de libras aproximadamente. Luego de 17 encuentros y un gol en el club del DW Stadium, dejó el club el 28 de enero de 2015.

### Middlesbrough
El 28 de enero de 2015 fichó por el Middlesbrough de la Championship por tres años y medio. En su primera temporada con club perdió otra final de ascenso de playoffs ante el Norwich City por 2-0.
Para la temporada 2015-16, Forshaw jugó 34 encuentros y anotó dos goles en la buena campaña del club, donde al quedar en segundo lugar aseguró el regreso del club a la Premier League, aunque descenderían la temporada siguiente.

### Leeds United
Fue transferido al Leeds United el 18 de enero de 2018 por 4,5 millones de libras, firmó un contrato por cuatro años y medio.
Debutó con el Leeds en el empate 0-0 contra el Hull City el 30 de enero de 2018.

## Selección nacional
Fue llamado a la selección de Inglaterra por el técnico Gareth Southgate en noviembre de 2016.

## Estadísticas
Actualizado al último partido disputado el 3 de mayo de 2025.
| Club | Div.          | Temporada     | Liga(1) | Liga(1) | Copas nacionales(2) | Copas nacionales(2) | Copas internacionales(3) | Copas internacionales(3) | Total | Total |
| Club | Div.          | Temporada     | Part.   | Goles   | Part.               | Goles               | Part.                    | Goles                    | Part. | Goles |
| --- | ------------- | ------------- | ------- | ------- | ------------------- | ------------------- | ------------------------ | ------------------------ | ----- | ----- |
| Everton F. C. Inglaterra | 1.ª           | 2009-10       | 0       | 0       | 0                   | 0                   | 1                        | 0                        | 1     | 0     |
| Everton F. C. Inglaterra | 1.ª           | 2010-11       | 1       | 0       | 0                   | 0                   | —                        | —                        | 1     | 0     |
| Everton F. C. Inglaterra | 1.ª           | 2011-12       | 0       | 0       | 0                   | 0                   | —                        | —                        | 0     | 0     |
| Everton F. C. Inglaterra | Total club    | Total club    | 1       | 0       | 0                   | 0                   | 1                        | 0                        | 2     | 0     |
| Brentford F. C. Inglaterra | 3.ª           | 2011-12       | 7       | 0       | 0                   | 0                   | —                        | —                        | 7     | 0     |
| Brentford F. C. Inglaterra | 3.ª           | 2012-13       | 46      | 3       | 7                   | 0                   | —                        | —                        | 53    | 3     |
| Brentford F. C. Inglaterra | 3.ª           | 2013-14       | 39      | 8       | 1                   | 0                   | —                        | —                        | 40    | 8     |
| Brentford F. C. Inglaterra | Total club    | Total club    | 92      | 11      | 8                   | 0                   | 0                        | 0                        | 100   | 11    |
| Wigan Athletic F. C. Inglaterra | 2.ª           | 2014-15       | 16      | 1       | 1                   | 0                   | —                        | —                        | 17    | 1     |
| Wigan Athletic F. C. Inglaterra | Total club    | Total club    | 16      | 1       | 1                   | 0                   | 0                        | 0                        | 17    | 1     |
| Middlesbrough F. C. Inglaterra | 2.ª           | 2014-15       | 20      | 0       | —                   | —                   | —                        | —                        | 20    | 0     |
| Middlesbrough F. C. Inglaterra | 2.ª           | 2015-16       | 29      | 2       | 5                   | 0                   | —                        | —                        | 34    | 2     |
| Middlesbrough F. C. Inglaterra | 1.ª           | 2016-17       | 34      | 0       | 1                   | 0                   | —                        | —                        | 35    | 0     |
| Middlesbrough F. C. Inglaterra | 2.ª           | 2017-18       | 11      | 0       | 3                   | 0                   | —                        | —                        | 14    | 0     |
| Middlesbrough F. C. Inglaterra | Total club    | Total club    | 94      | 2       | 9                   | 0                   | 0                        | 0                        | 103   | 2     |
| Leeds United F. C. Inglaterra | 2.ª           | 2017-18       | 12      | 0       | —                   | —                   | —                        | —                        | 12    | 0     |
| Leeds United F. C. Inglaterra | 2.ª           | 2018-19       | 31      | 0       | 1                   | 0                   | —                        | —                        | 32    | 0     |
| Leeds United F. C. Inglaterra | 2.ª           | 2019-20       | 7       | 0       | 1                   | 0                   | —                        | —                        | 8     | 0     |
| Leeds United F. C. Inglaterra | 1.ª           | 2020-21       | 0       | 0       | 0                   | 0                   | —                        | —                        | 0     | 0     |
| Leeds United F. C. Inglaterra | 1.ª           | 2021-22       | 22      | 0       | 4                   | 0                   | ―                        | ―                        | 26    | 0     |
| Leeds United F. C. Inglaterra | 1.ª           | 2022-23       | 12      | 0       | 1                   | 0                   | ―                        | ―                        | 13    | 0     |
| Leeds United F. C. Inglaterra | Total club    | Total club    | 84      | 0       | 7                   | 0                   | 0                        | 0                        | 91    | 0     |
| Norwich City F. C. Inglaterra | 2.ª           | 2023-24       | 6       | 0       | 3                   | 0                   | ―                        | ―                        | 9     | 0     |
| Norwich City F. C. Inglaterra | Total club    | Total club    | 6       | 0       | 3                   | 0                   | 0                        | 0                        | 9     | 0     |
| Plymouth Argyle F. C. Inglaterra | 2.ª           | 2023-24       | 13      | 0       | ―                   | ―                   | ―                        | ―                        | 13    | 0     |
| Plymouth Argyle F. C. Inglaterra | 2.ª           | 2024-25       | 16      | 0       | 1                   | 0                   | ―                        | ―                        | 17    | 0     |
| Plymouth Argyle F. C. Inglaterra | Total club    | Total club    | 29      | 0       | 1                   | 0                   | 0                        | 0                        | 30    | 0     |
| Blackburn Rovers F. C. Inglaterra | 2.ª           | 2024-25       | 16      | 1       | 1                   | 0                   | ―                        | ―                        | 17    | 1     |
| Blackburn Rovers F. C. Inglaterra | Total club    | Total club    | 16      | 1       | 1                   | 0                   | 0                        | 0                        | 17    | 1     |
| Total carrera | Total carrera | Total carrera | 338     | 15      | 30                  | 0                   | 1                        | 0                        | 369   | 15    |
| (1) Incluye datos de play-offs de League One (2012-13) y de la EFL Championship (2014-15) (2) Incluye datos de FA Cup (2012-13, 2013-14, 2014-15, 2015-16) y la Copa de la Liga (2012-13, 2015-16, 2016-17, 2017-18 (3) Incluye datos de Liga Europa de la UEFA (2009-10) |               |               |         |         |                     |                     |                          |                          |       |       |

## Palmarés

### Campeonatos nacionales
| Título           | Club               | País       | Año  |
| ---------------- | ------------------ | ---------- | ---- |
| EFL Championship | Leeds United F. C. | Inglaterra | 2020 |